# Колонізація космосу
Колонізація космосу або космічна колонізація — гіпотетичне створення автономних людських поселень поза Землею.

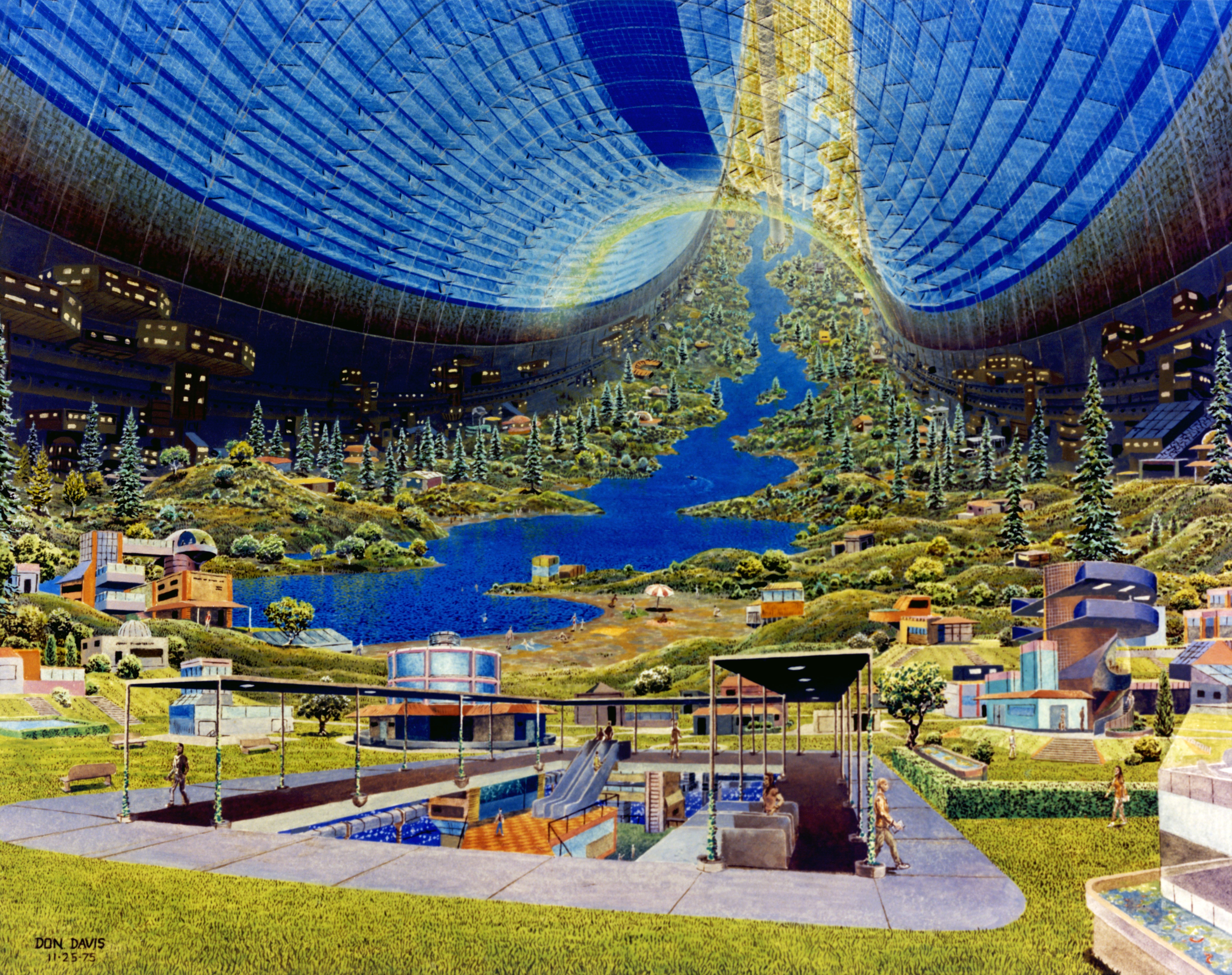
Проєкт орбітальної колонії «Стенфордський тор» — тор діаметром 1,6 км з діаметром поперечного перерізу близько 150 м

Колонізація космосу є однією з основних тем наукової фантастики.
Дослідники цієї проблеми вважають, що на Місяці і найближчих до Землі планетах достатньо ресурсів in situ для створення такого поселення. Сонячна енергія там наявна у значних обсягах. Досягнень сучасної науки цілком достатньо для початку колонізації, але необхідно чимало інженерної роботи.

## Засоби

### Життєзабезпечення
Для постійного перебування людини поза Землею поселення має підтримувати параметри навколишнього середовища в придатних для життя межах, тобто створювати так званий гомеостаз. Також у ньому має існувати безліч видів тварин, мікроорганізмів і рослин.
Може бути кілька видів взаємодії між позаземним навколишнім середовищем і середовищем людського поселення:
- Людське поселення повністю ізольоване від навколишнього середовища (штучна біосфера).
- Зміна навколишнього середовища до стану, придатного для життя земних організмів (тераформування).
- Зміна земних організмів і пристосування їх до нового середовища.

Також можливі комбінації перерахованих варіантів.
Але не можна забувати і про гравітацію, оскільки при відсутності земного тяжіння тіло людини дуже швидко зношується (переважно дуже швидко атрофуються м'язи, органи і серцева тканина — серцевий м'яз)

### Самозабезпечення
Самозабезпечення — необов'язковий атрибут позаземного поселення, але воно може бути кінцевою метою колонізації космосу, тому що дасть змогу значно прискорити зростання колонії і набагато зменшить її залежність від Землі. Проміжними етапами можуть бути колонії, які вимагають тільки інформації з Землі (наукової, інженерної тощо) і колонії, які вимагають періодичних постачань з Землі деяких видів продукції (електроніки, медикаментів тощо).
Створення самозабезпечуваних колоній може в перспективі призвести до появи незалежних / ворожих Землі колоній.
Передбачається видобувати корисні копалини на планетах та астероїдах Сонячної системи.

### Чисельність населення
У 2002 році антрополог Джон Мур припустив, що поселення чисельністю 150—200 осіб зможе нормально існувати 6—8 поколінь (близько 200 років).

## Розташування колонії

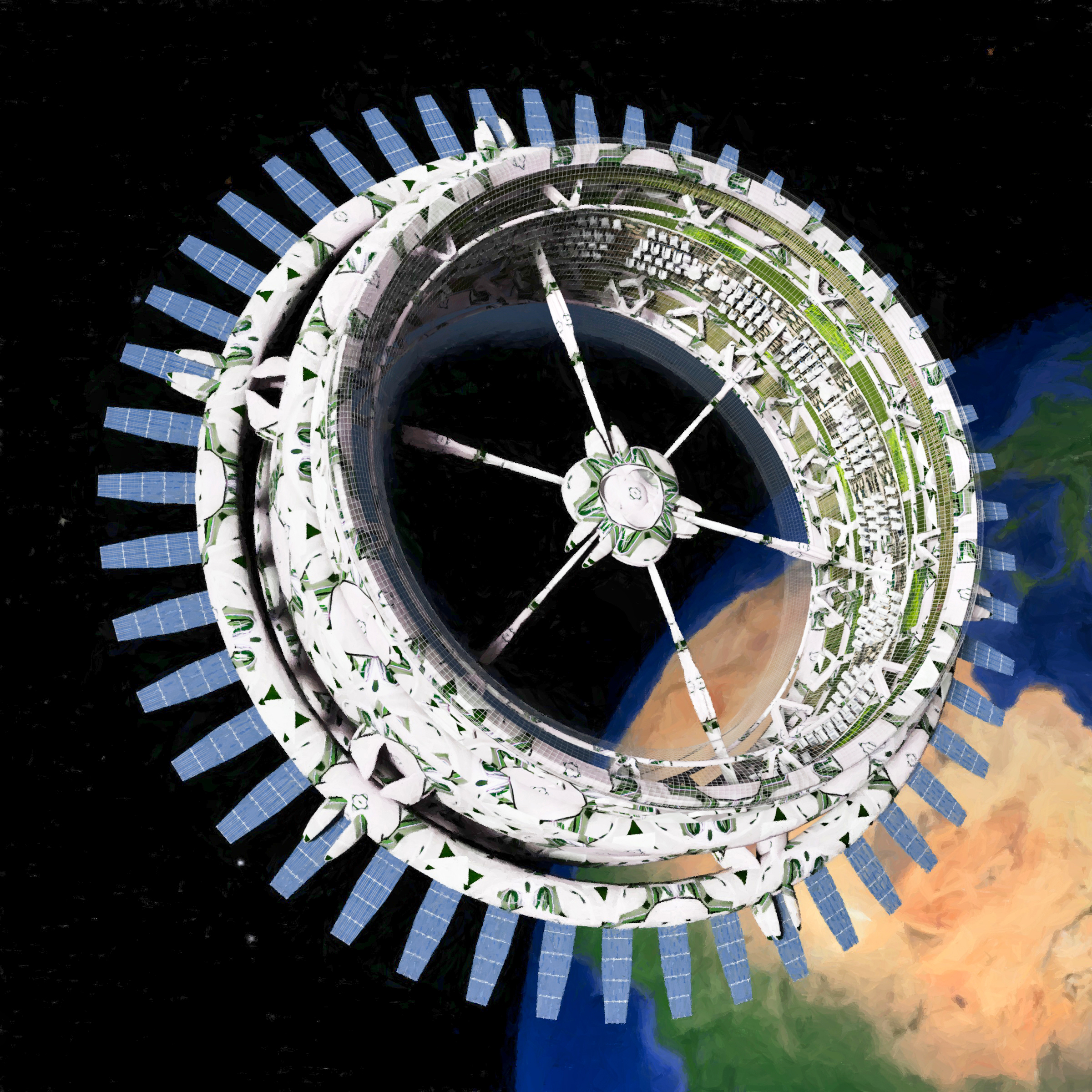
Гіпотетичне кільцеве космічне поселення

Найкраще розташування колонії є одним з основних предметів суперечки прихильників космічної колонізації.
Колонії можуть розташовуватися в таких місцях:
- Планета, екзопланета, супутник планети або астероїд;
- Орбіта навколо Землі, Сонця або іншого космічного тіла;
- Точка Лагранжа.

### Планети, супутники і астероїди

#### Марс
Марс розглядається одним з найбільш ймовірних кандидатів як місце першого позаземного поселення. Його загальна площа приблизно дорівнює площі земного суходолу. На Марсі є запаси води, а також присутній вуглець (у вигляді двоокису вуглецю в атмосфері). Ймовірно, Марс піддавався тим самим геологічним і гідрологічним процесам що і Земля, і може містити запаси мінеральних руд (хоча це не доведено). Наявного обладнання було б достатньо, щоб отримувати необхідні для життя ресурси (воду, кисень тощо) з марсіанського ґрунту та атмосфери.
Атмосфера Марса досить тонка (всього 800 Па, або близько 0,8 % земного тиску на рівні моря), а клімат холодніше. Сила тяжіння на Марсі становить близько третини земної. Обговорюється можливість терраформування Марса, щоб зробити всю або частину його поверхні придатною для життя.
Меркурій

#### Екзопланета
Перевагою колонізації екзопланети є можливість вибрати поверхню з близькими кліматичними характеристиками до Землі, у так званій зоні, придатній для життя. Це дасть змогу створювати колонію без штучного гомеостазу.
Недоліком є колосальна відстань до відомих нині екзопланет з близькими до Землі характеристиками.

#### Астероїди
Перевага невеликих астероїдів в тому, що вони можуть кілька разів за десятиліття проходити досить близько від Землі. В інтервалах між цими проходами астероїд може віддалятися на 350 млн км від Сонця (афелій) і до 500 млн км від Землі.
Але у дрібних астероїдів є і недоліки. По-перше, це дуже маленька гравітація, а по-друге, завжди буде небезпека зіткнення астероїда з яким-небудь масивним небесним тілом.

#### Супутники Сатурна
Титан — найбільший за розміром супутник Сатурна, другий за розміром у Сонячній системі (після Ганімеда) розглядається як один з можливих об'єктів колонізації.

### Орбітальні колонії
Орбітальні колонії — конструкції, які по суті є збільшеними в розмірах і удосконаленими орбітальними станціями (див. Космічні міста-бублики).

## Колонізація космосу: за і проти

### Думка скептиків
Деякі фахівці скептично налаштовані щодо колонізації космосу. Зокрема, перший американський астронавт, що здійснив орбітальний політ, Джон Гленн і космонавт і конструктор космічних кораблів Костянтин Феоктистов. Відповідно до цієї точки зору, підтримання життєдіяльності людини в космосі обходиться занадто дорого, а необхідності в цьому немає, оскільки всю необхідну роботу може виконати автоматика. За словами Феоктистова, діяльність космонавтів на всіх орбітальних станціях дала набагато менше результатів, ніж один автоматичний телескоп «Габбл». На Землі не освоєні Антарктика і морське дно, оскільки це поки що неефективно — освоєння космосу було б ще дорожче і менш ефективніше. У довгостроковій перспективі, з появою штучного інтелекту, який не поступається людському, відправка в космос пристосованих виключно до земних умов людей може виявитися зовсім недоцільною.

### Думка противників
Окремо слід згадати про людей, які виступають проти колонізації космосу. Для аргументації такої точки зору висувають різні докази. Зокрема, що людство ще не готове до колонізації космосу (в культурному плані), і що коли люди почнуть колонізовувати космос, то вони перенесуть туди всі свої недоліки. Варто також згадати книжку Рея Бредбері «Марсіанські хроніки», написану про колонізацію Марса фантастичному, антиутопічному жанрі.

### Контраргументи прихильників

#### Вартість
багато людей дуже перебільшують витрати на космос, при цьому недооцінюючи витрати на оборону або охорону здоров'я. Наприклад, станом на 13 червня 2006 року, Конгрес США спрямував 320 млрд доларів на війну з Іраком, водночас створення космічного телескопа «Хаббл» обійшлося в 2 млрд доларів, а середній річний бюджет НАСА становить лише 15 млрд доларів. Іншими словами, за нинішнього рівня фінансування НАСА грошей, витрачених на війну з Іраком, вистачило б приблизно на 21 рік роботи з освоєння космосу. Люди також часто недооцінюють наскільки космічні технології — такі як супутниковий зв'язок і метеорологічні супутники — допомагають їм у їхньому повсякденному житті, не кажучи вже про підвищення продуктивності в сільському господарстві, зниження ризиків від природних катаклізмів тощо. Аргумент «затратності космосу» також неявно припускає, що гроші, не витрачені на космос, автоматично надійдуть туди, де вони принесуть користь людству — але це не доведено.

#### Земля
Освоєння Антарктики, морського дна та інших неосвоєних територій стримується не стільки недружнім навколишнім середовищем, скільки відсутністю поблизу доступних джерел енергії та матеріалів, потрібних для організації виробництва. Витрати на життєзабезпечення космонавтів (як і підводників, підкорювачів Антарктики та інших) обумовлені вартістю доставки всього необхідного з Землі. При наявності ж досить потужних і безпечних енергетичних установок і локального виробництва, вороже середовище може бути перетворене в придатне для життя з меншими витратами. Прихильники колонізації космосу вважають, що масоване перенесення виробництва енергії і матеріалів у космос буде простіше здійснити, ніж зробити те ж саме в Антарктиці або на морському дні. Проблему з колонізацією неосвоєних територій Землі вони бачать у непередбачуваному і найчастіше негативному впливі масового виробництва на місцеву екологію, а також у виснаженні паливних ресурсів планети при неухильному зростанні енергоспоживання. Альтернативні джерела, що використовують енергію вітру, Сонця тощо, у свою чергу самі вимагають чималих енерговитрат на виробництво та експлуатацію, потребують відчуженні території для збору розсіяної енергії, їхнє вироблення істотно залежить від погодних умов. Доступ до термоядерної енергії може знизити енергетичну кризу, але зі зростанням енергоспоживання та заселеності територій проблеми забруднення навколишнього середовища не зникають.
Водночас, сонячні електростанції, розгорнуті в космосі, принципово не можуть залежати від зміни часу доби/пори року (нема таких), стану атмосфери (відсутня), наявності вільної території (її незрівнянно більше, ніж на Землі). Дзеркала / батареї завжди можна зорієнтувати найкраще для отримання максимального потоку енергії. Космічні фабрики, що випускають напівпровідникові фотоелементи, а також інші види продукції, будуть працювати в стабільних умовах, при широкому і легкому контролі над локальною гравітацією і вакуумом.

#### Безпека
Якщо все людство залишатиметься на Землі, є загроза його повного знищення (наприклад падіння метеорита, глобальна війна, епідемія світового масштабу або стихійне лихо).

#### Роботи
Застосування автоматичних космічних станцій відмінно вирішує дослідницькі завдання, але зовсім не вирішує проблеми зростання населення Землі і поступового виснаження її невідновлюваних ресурсів.
З іншого боку, розвиток систем штучного інтелекту, який «не поступається людському» піднімає питання про співіснування з такою новою формою «життя».
І, нарешті, прихильники трансгуманізму вважають, що прогрес у мікробіології, генетиці і нанотехнології дасть змогу подолати біологічні обмеження і пристосувати людський організм до тривалого і комфортного життя в умовах невагомості, підвищеної радіації та інших факторів життя в космосі. За можливості змінювати власну біологічну природу, адаптуватися до широкого діапазону зовнішніх умов і, можливо, штучно посилювати здібності мозку, необхідність створювати роботів зі штучним інтелектом може стати не такою гострою.
Карл Саган, відомий вчений та футурист писав у свої науково-популярних роботах:
|                                                          | Якщо на карту поставлено наше виживання в довгостроковій перспективі, то ми маємо поважний обов'язок перед нашим видом: вирушити до інших світів. |
| — Карл Саган, Блакитна цятка. Космічне майбутнє людства. | |